# Best of 1978–2018
Best of 1978–2018 – jubileuszowa kompilacja zespołu Bajm z okazji 40 lat ich istnienia. W Polsce album zdobył certyfikat złotej płyty i 3. miejsce na liście OLiS.

## Lista utworów
1. „Piechotą do lata”
2. „Nie ma wody na pustyni”
3. „Józek, nie daruję ci tej nocy”
4. „Co mi panie dasz”
5. „Prorocy świata”
6. „Żal prostych słów”
7. „Małpa i ja”
8. „Diament i sól”
9. „Przyjaciel”
10. „Dziesięć przykazań”
11. „Płomień z nieba”
12. „Nagie skały”
13. „Różowa kula”
14. „Żywe cienie”
15. „Płynie w nas gorąca krew”
16. „Dwa serca dwa smutki”
17. „Ta sama chwila”
18. „Biała armia”
19. „Miłość i ja”
20. „Lola, Lola”
21. „Jezioro szczęścia”
22. „O Tobie”
23. „Wiosna w Paryżu”
24. „Ok. Ok. Nic nie wiem, nic nie wiem”
25. „Lublin – Grodzka 36a”
26. „Szklanka wody”
27. „Góra i dół”
28. „Być z Tobą”
29. „Plama na ścianie”
30. „Krótka historia”
31. „Myśli i słowa”
32. „U stóp szklanych gór”
33. „Bądź częścią mnie”
34. „My”

Źródło: